# 卡卢库塔姆
卡卢库塔姆（Kallukuttam），是印度泰米尔纳德邦甘尼亚古马里县的一个城镇。总人口16662（2001年）。

## 人口
该地2001年总人口16662人，其中男性8281人，女性8381人；0—6岁人口1650人，其中男818人，女832人；识字率80.78%，其中男性为82.71%，女性为78.87%。